# Thomas Hutchins (naturalist)
Thomas Hutchins FRSE (n. 1742 – d. 7 iulie 1790) a fost un medic și naturalist britanic.
Hutchins a fost angajat ca chirurg in Hudson's Bay Company la York Factory ( Manitoba ) 1766–1773, apoi guvernator al fortului Albany ( Ontario ) 1774–1782. După toate relatările, el a fost un medic conștient și muncitor, dar si-a găsit timp si pentru cercetări, inclusiv un studiu asupra plantelor comestibile locale utile pentru prevenirea scorbutului .
A fost vizitat între 1768–1769 de astronomul William Wales, care a fost trimis de Royal Society să observe tranzitul lui Venus din 1769 și i s-a lăsat echipament și instrucțiuni pentru înregistrarea datelor meteorologice.
Încurajat de șeful său interimar Andrew Graham 1771–1772, a păstrat notite despre viața sălbatică, inclusiv descrieri ale speciilor care nu au fost înregistrate anterior.
La îndemâna Societății Regale, a făcut observații utile asupra declinării magnetice la Albany 1775-1776.
El a efectuat experimente preliminare pe congelarea ( punctul de îngheț ) mercurului în 1775, identificând problema cu încercările anterioare ca fiind datorată schimbării abrupte a volumului de mercur din termometru pe măsură ce a schimbat starea. A fost conceput un aparat pentru o metodă îmbunătățită și, după o serie de experimente atente in 1779-1782, punctul său de îngheț a fost determinat la − 39 °F. Pentru această lucrare, foarte lăudată de Cavendish, a primit medalia Copley  în 1783, în comun cu John Goodricke (munca lor n-a avut nicio legătură).
El a servit compania Hudson's Bay pentru tot restul vieții la Londra ca secretar corespunzător.
Este probabil ca o mare parte din notele de natură pentru care a fost, de asemenea, foarte lăudat să fi fost opera lui Andrew Graham, fie dată cu generozitate, fie plagiată, acțiune care nu este considerată atât de reprobabilă în acele zile.
În 1784 a fost ales Fellow al Royal Society of Edinburgh . Propozitorii săi au fost John McGowan, John Robison și Very Rev John Walker .
Gâsca lui Hutchins (Branta hutchinsii) a fost numită pentru el.

## Legaturi externe
- Williams, Glyndwr (1979). „Hutchins, Thomas”. Dictionary of Canadian Biography (ed. online). University of Toronto Press.